# Augustin Speyer

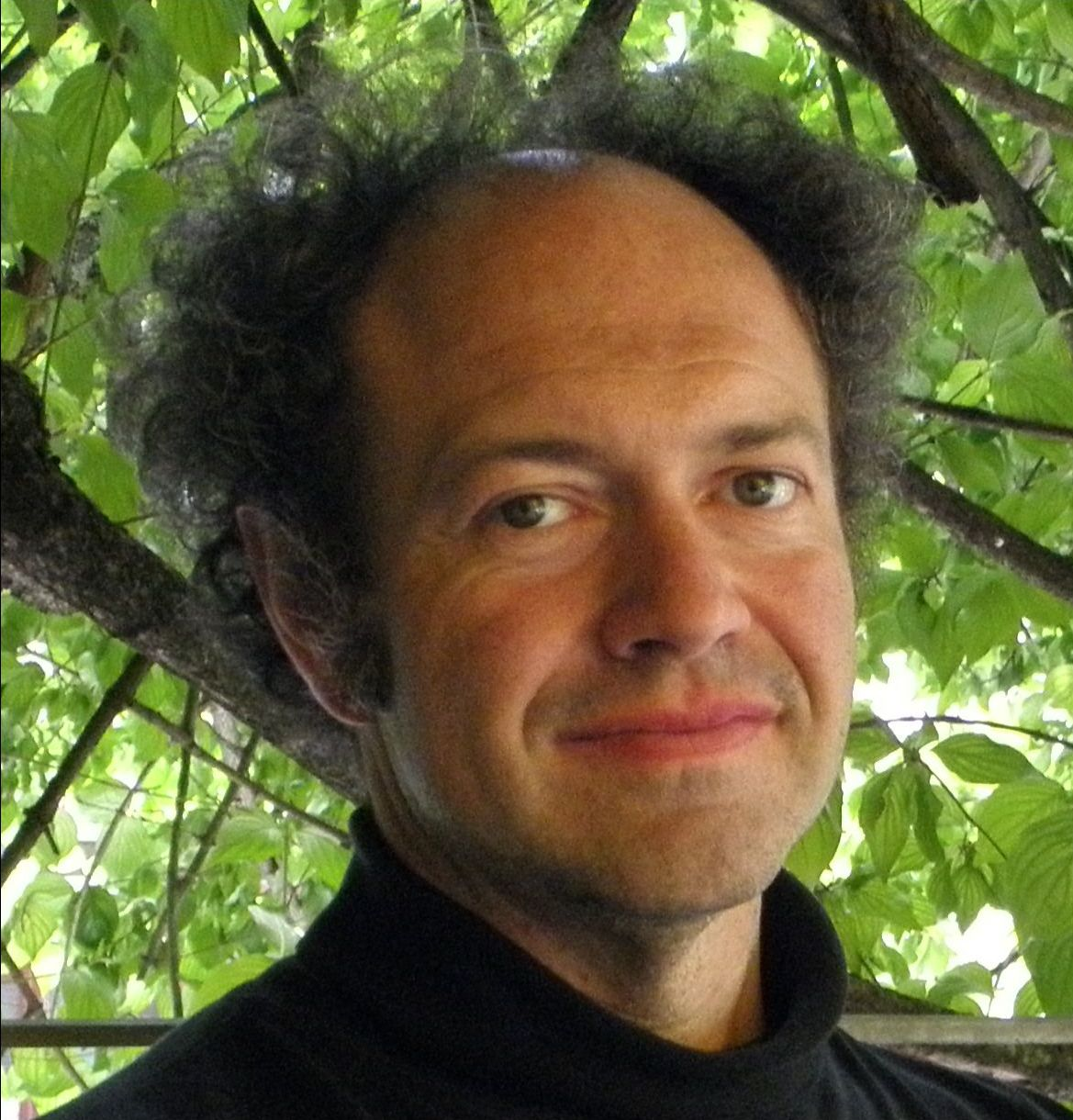
Augustin Speyer

Augustin Speyer (* 19. Oktober 1974 in Stuttgart) ist ein deutscher Sprachwissenschaftler und Germanist. Er ist seit Wintersemester 2013/2014 ordentlicher Professor für historische Grammatik an der Universität des Saarlandes in Saarbrücken.
Speyer besuchte von 1985 bis 1994 das Eberhard-Ludwigs-Gymnasium in Stuttgart, das er mit dem Abitur abschloss. Dabei gewann er einige Preise für herausragende Leistungen in Latein, Altgriechisch und Hebräisch. Von 1994 bis 2000 studierte er Klassische Philologie und Germanistik an der Universität Tübingen und am University College in Oxford. 2002 folgte die Promotion in Lateinischer Philologie in Tübingen. Der Titel der Arbeit lautet Kommunikationsstrukturen in Senecas Dramen und wurde von Ernst A. Schmidt sowie Marga Reis betreut. Von 2002 bis 2003 war er Gastwissenschaftler am Department of Linguistics der University of Pennsylvania in Philadelphia und studierte dort bis 2007 Allgemeine Sprachwissenschaften. Dieses Studium schloss er 2007 mit dem Ph.D. ab (Titel der Arbeit: Topicalization and Clash Avoidance). Es folgten die Vertretung einer Professur für Neuere Deutsche Sprachwissenschaft an der Universität des Saarlandes in Saarbrücken (WS 2007/2008) und eine Stelle als Assistent am Deutschen Seminar der Universität Tübingen (2008). Von 2009 bis 2010 war er Postdoctorate Researcher am Graduiertenkolleg ‚Satzarten‘ in Frankfurt am Main und habilitierte sich 2010 mit der Arbeit Vorfeld-Studien in Saarbrücken. Von 2010 bis 2011 war er wissenschaftlicher Mitarbeiter am Institut für germanistische Linguistik an der Universität Marburg, bis er 2012 den Ruf auf eine Professur für historische Grammatik der Universität Göttingen erhielt, die er vom WS 2010/11 bis SS 2011 bereits vertreten hatte. Dort lehrte er zwei Semester, bis dann zum Wintersemester 2013/2014 der Wechsel nach Saarbrücken erfolgte.
Speyer beschäftigt sich vor allem mit historischer Syntax, hierbei insbesondere mit Wortstellung, Subordination und linker Peripherie. Allerdings werden diese nicht nur für das Alt- und Mittelhochdeutsche erforscht, sondern auch in diachroner Perspektive bis zum Neuhochdeutschen betrachtet.  Außerdem interessiert er sich für historische Phonologie und Morphologie. Einen weiteren Schwerpunkt stellt der Sprachwandel dar, vor allem unter generativer Perspektive.

## Monographien
- Kommunikationsstrukturen in Senecas Dramen. Vandenhoeck und Ruprecht. Göttingen 2003, Digitalisat
- Germanische Sprachen. Vandenhoeck und Ruprecht. Göttingen 2007.
- Topicalization and stress clash avoidance in the history of English. De Gruyter Mouton. Berlin 2010.
- Deutsche Sprachgeschichte. Vandenhoeck und Ruprecht. Göttingen 2010.
- Deutsche Sprachwissenschaft. Eine Einführung. Reclam. Stuttgart 2020 (zusammen mit Ingo Reich).